# Samuel Ward (Offizier)
Samuel Ward (* 17. November 1756 in Westerly, Colony of Rhode Island and Providence Plantations; † 16. August 1832 in New York City) war ein Soldat im kolonialen Nordamerika. Er kämpfte im Amerikanischen Unabhängigkeitskrieg und war Delegierter der Hartford Convention und der Annapolis Convention.

## Familie
Ward wurde als fünftes von elf Kindern des Politikers Samuel Ward und dessen Frau Anne Ray geboren. Sein Vater diente als 31. und 33. Gouverneur der Colony of Rhode Island and Providence Plantations. Dieses Amt hatte schon Wards Großvater väterlicherseits, Richard Ward, zwischen 1741 und 1742 inne. Sein ältester bekannter Vorfahre väterlicherseits, John Ward, stammte aus Gloucester. Er diente in der Armee von Oliver Cromwell und wanderte 1673, nach der Stuart-Restauration, nach Newport, Rhode Island aus. Während Ward im Unabhängigkeitskrieg kämpfte, heiratete er während eines Fronturlaubs seine Cousine Phoebe Green, Tochter des zweiten Gouverneurs von Rhode Island, William Greene. Die Heirat fand am 8. März 1778 in Warwick statt. Aus dieser Ehe ging unter anderem der Sohn Samuel hervor, der sich als Bankier einen Namen machte. Dessen Tochter und damit eine Enkelin von Ward war Julia Ward Howe.

## Leben

### Militärische Karriere
Ward erhielt seine Ausbildung am Rhode Island College, dem Vorläufer der heutigen Brown University. Dort schloss er das Studium 1771 mit Auszeichnung ab. Danach trat er in den Militärdienst ein und schloss sich der Miliz von Kings and Kent County an.  Er war in Cambridge stationiert und diente dort unter George Washington. Am 1. Juli 1775 wurde Ward zum Hauptmann befördert und zum zweiten Regiment der Miliz unter James Mitchell Varnum versetzt. Als einer von 250 Männern aus Rhode Island nahm er ab Anfang September 1775 als Freiwilliger an Benedict Arnolds Feldzug nach Québec teil. Dort wurde er gefangen genommen und kam erst im August 1776 wieder frei. Zum 1. Januar 1777 wechselte Ward zum First Regiment of Rhode Island das zu diesem Zeitpunkt in Morristown stationiert war. Dort wurde er zunächst zum Major befördert und nahm an der Schlacht um Red Bank teil. Im Mai 1778 kehrte er nach Rhode Island zurück und half beim Aufbau eines neuen Regiments, dessen Leitung er während der Schlacht um Rhode Island übernahm. Im April 1779 beförderte man Ward zum Oberstleutnant. Anfang 1780 übernahm Ward das Kommando über eine Einheit in Providence. Im folgenden Jahr trat Ward in den Ruhestand.

### Politisches Wirken
Nach seiner militärischen Karriere ließ sich Ward in Warwick nieder und war als Kaufmann tätig. und unternahm zahlreiche Reisen nach Europa und Asien. Zudem übernahm er 1786 als Delegierter der Annapolis Convention sein erstes politisches Amt. 1806 wurde er Präsident der New York Insurance Company.  1814 wurde Ward zudem als einer von vier Delegierten aus Rhode Island zu der Hartford Convention entsandt.
Ward starb am 16. August 1832 in seiner Wohnung in Lower Manhattan an Cholera.

## Auszeichnungen
1784 wurde Ward in die Society of the Cincinnati aufgenommen.